# Istruzione pubblica

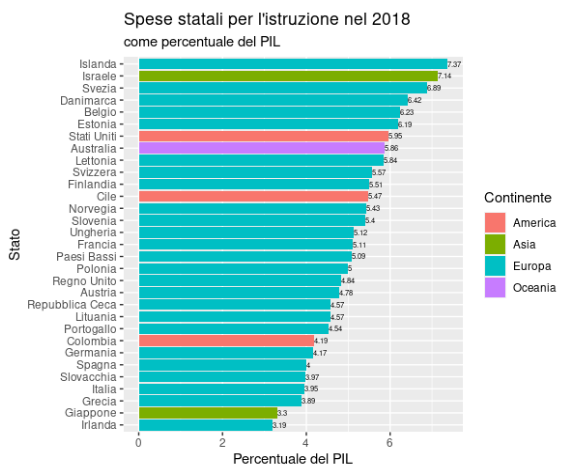
Fonti : https://data.oecd.org/gga/general-government-spending.htm

L'istruzione pubblica è il sistema di educazione gestito, finanziato e organizzato a livello statale o locale dalla pubblica amministrazione all'interno delle cosiddette politiche dello Stato sociale.
Pilastro del sistema è l'istruzione obbligatoria che consente la scolarizzazione di massa, nato a metà dell'Ottocento e diffuso nella maggior parte dei paesi del mondo, come strumento per il contrasto dell'analfabetismo e del lavoro minorile.
Può comprendere scuole di ogni ordine e grado, dall'asilo infantile, all'università. Tale sistema è in vigore in più paesi con differenze significative e spesso si associa ad un parallelo sistema di istruzione di tipo privato.
L'istruzione pubblica ha lo scopo di garantire l'inserimento occupazionale , così come la piena realizzazione e felicità della persona nel suo tempo libero . Perciò, è previsto lo studio di materie pratiche inerenti al lavoro, e allo studio di ciò che permette all'individuo di emanciparsi dalla famiglia di origine  e di costruire e gestire in autonomia una propria vita sociale.
L'istruzione pubblica è istituita dall'art. 34 della costituzione. Tale articolo non ne definisce gli scopi ed i limiti. La istituisce e basta.

## Australia
Le scuole statali (government schools) o (state schools) sono amministrate dal governo dello stato federale in cui si trovano. Queste offrono educazione gratuita; comunque molte scuole chiedono ai genitori di pagare un contributo volontario. Le scuole si dividono in due categorie : scuole aperte (open schools) e scuole selettive (selective schools). Le open schools accettano tutti gli studenti residenti nelle zone di loro responsabilità definite dal governo. Molte scuole aperte hanno classi selettive, nelle quali un programma accelerato e più intenso è offerto a studenti con buoni risultati scolastici. Le scuole statali selettive sono in genere considerate più prestigiose delle scuole statali aperte. Le scuole selettive hanno alti standard di ingresso e accettano studenti da aree molto più vaste.

## Canada
Secondo la costituzione canadese l'istruzione nelle scuole pubbliche è una responsabilità delle Province, e come tale varia molto fra le province stesse. L'asilo nido (junior Kindergarden) o equivalente esiste come programma ufficiale solo in Ontario e Quebec, mentre l'asilo materno – o equivalente- esiste come programma ufficiale in tutte le province. Comunque il livello di finanziamento provinciale e il numero di ore offerte variano notevolmente da provincia a provincia. A partire dalla prima classe, che comincia all'età di circa sei anni fino alla dodicesima classe (o equivalente) l'accesso scolastico è finanziato a livello federale. Le scuole si dividono generalmente in scuole primarie (elementary o primary school) dall'asilo fino alla ottava classe e scuole secondarie (secondary o high school) dalla nona alla dodicesima classe. Comunque in molte aree esistono anche le scuole medie midlle school. L'obbligo scolastico va fino ai sedici anni nella maggioranza delle province, mentre in Ontario e New Brunswick l'obbligo scolastico termina a diciotto anni. Alcune province canadesi offrono scuole religiose, comunque finanziate e regolate dallo Stato. In Ontario per esempio ci sono le scuole cattoliche Catholic School o Separate school, da distinguersi dalle public schools nonostante queste siano comunque aperte al pubblico e non meno pubbliche come le loro equivalenti laiche.

## Germania
In Germania si distingue fra scuole pubbliche (öffentliche Schulen) e scuole private (Schule in freier Trägerschaft o Privatschule).
Una scuola pubblica è una scuola organizzata e finanziata dall'ente pubblico. Viene guidata completamente dallo Stato (Land) e di norma finanziata da finanziamenti pubblici provenienti dalle imposte. Normalmente si tratta di un ente laico e serve agli scopi dello Stato, come per esempio l'educazione alla tolleranza. Un vantaggio delle scuole pubbliche è che queste sono gratuite o accessibili da tutti a prezzi contenuti, il che è un prerequisito importante per ottenere il rispetto dell'obbligo scolastico.
Enti responsabili per le scuole private possono essere organizzazioni religiose, sociali, sportive, società di diritto o persone private. Gli enti privati sono responsabili, a differenza dei comuni, per gli insegnanti e per il concetto di formazione. Le scuole private sono sotto sorveglianza dello Stato e in genere sono equiparate alle scuole pubbliche.

## Irlanda del nord
L'obbligo scolastico va da 4 ai 16 anni di età.

Non esistono scuole medie. L'istruzione primaria è dispensata fino all'età di 11/12 anni, dalle scuole primarieo dai dipartimenti propedeutici ai ginnasi.
L'istruzione secondaria è impartita in due tipi di scuole: ginnasi (da 11 a 18 anni) e scuole secondarie (da 11 a 16 anni). L'anno scolastico si svolge dall'inizio di settembre alla fine di giugno.

## Irlanda
L'obbligo scolastico dura dai 6 ai 15 di età.

La scuola materna inizia da 4 a 6 anni, la primaria da 6 a 12 anni, e lo Junior Cycle da 12 a 15 anni per la scuola secondaria inferiore.
La maggioranza delle National Schools scuole elementari è costituita da scuole parrocchiali, sovvenzionate dallo Stato e sotto il patronato della diocesi, alle quali lo Stato riconosce esplicitamente il loro carattere confessionale. Lo Stato finanzia anche scuole pluriconfessionali.
Lo Junior Cycle comprende la scelta fra quattro indirizzi: scuola secondaria privata sovvenzionata, scuola professionale, a indirizzo plurimo e comunitaria.
La scuola dell'obbligo e anche lo Junior Cycle sono gratuite.
Nella scuola dell'obbligo sono insegnati inglese e irlandese. Non è previsto un esame finale.
Nello Junior Cycle è facoltativo lo studio di una lingua moderna o antica: francese/tedesco/spagnolo oppure latino/greco/ebraico. L'esame finale per lo Junior Certificate è facoltativo e non tiene conto delle valutazioni eseguite durante l'anno.
Il diploma è tuttavia necessario per proseguire gli studi e iscriversi al Senyor Cycle, di durata triennale.
Dopo due anni, è comunque possibile terminare il ciclo e conseguire la licenza Leaving Certificate, oppure continuare con l'ultimo anno. Nei primi due anni lo studente può scegliere cinque gruppi di materie: lingue, scienze, studi economici, scienza applicata e studi sociali per avere una maggiore maturità e capacità di scelta, prima di proseguire con altri studi o con la formazione professionale.
Il Leaving Certificate è richiesto per l'iscrizione all'istruzione universitaria. L'iscrizione non avviene nelle singole università, ma presso un Ufficio Centrale di Ammissione, indicando un ordine di preferenza dei corsi. L'assegnazione dei posti avviene in funzione di quelli disponibili presso l'istituto e in base al punteggio riportato nel Leaving Certificate. Non sono previsti ulteriori test di ammissione.
Le università e gli istituti universitari offrono corsi di:
- Bachelor, 3-4 anni (5 anni per architettura e medicina veterinaria, e sei anni per odontoiatria medicina);
- Master: dopo il Bachelor, da 1 a 3 anni di studio;
- Dottorato.

L'istruzione tecnica è affidata a scuole tecniche regionali. I corsi durano da tre a 4 anni in: economia, ingegneria, tecnologia, scienze e discipline paramediche. Rilasciano i seguenti titoli di studio equipollenti: certificato dopo due anni, diploma dopo tre anni, laurea dopo 4 anni.
Nelle scuole tecniche e nelle università, l'anno accademico è diviso in tre trimestri, da inizio Ottobre e fine Maggio. Gli esami possono svolgersi a Maggio, Giugno, Settembre o Dicembre.

## Italia
In Italia la scuola è organizzata in base ad un principio di autonomia, rispetto alle istituzioni scolastiche, e dipendente dal Ministero dell'Istruzione.
Lo stato italiano decide in merito alle norme generali, in modo che venga garantito un livello di istruzione omogeneo su tutto il territorio nazionale. Oltre a questo, lo stato definisce il protocollo che ogni Regione dovrà seguire.
Le Regioni, all'interno del loro territorio di competente, garantiscono il rispetto delle norme sia in materia di istruzione tradizionale che per i percorsi di formazione professionale (online e non).
L'istruzione obbligatoria ha la durata di 10 anni, da 6 a 16 anni di età, e comprende gli otto anni del primo ciclo di istruzione e i primi due anni del secondo ciclo, inoltre per tutti i giovani si applica  il diritto/dovere di istruzione e formazione per almeno 12 anni o, comunque, sino al conseguimento di una qualifica professionale triennale entro il 18º anno di età.
Il sistema educativo italiano è organizzato così: 
- scuola dell’infanzia che accoglie i bambini tra i tre e i sei anni
- scuola primaria¸ di durata quinquennale, per gli alunni dai 6 a 11 anni
- scuola secondaria di primo grado, di durata triennale, per gli alunni da 11 a 14 anni
- scuola secondaria di secondo grado, di durata quinquennale e/o quaternale, per gli alunni da 14 a 19 anni; in questa fase gli studenti possono scegliere vari percorsi di studi tra cui liceo, istituti tecnici e istituti professionali

### Scuole civiche
Un ruolo a parte è rivestito da quelle scuole istituite da enti pubblici diversi dallo Stato come le scuole civiche.
In Italia le leggi Casati e Coppino avevano posto le scuole elementari a cura e spese dei comuni. La loro statizzazione avvenne solo nel 1911, completata nel 1934..
Con la terminologia allora in uso le comunali, di cui i comuni si facevano carico senza averne un obbligo, furono dette facoltative. Per loro i programmi vennero uniformati a quelli statali ed ottennero la qualifica di pareggiate alle altre scuole definite Regie.
Per ragioni di economia di bilancio vennero anch'esse gradualmente statalizzate:
- molti sono i comuni che hanno corsi civici di musica.
- altri sono più incentrati sullo sport.

Più variegato il settore dell'istruzione professionale, generalmente finanziato con fondi regionali e con corsi sovente gestiti da enti di natura diversa.

## Regno Unito
Nel Regno Unito il termine state school o scuola statale si riferisce a scuole finanziate dallo Stato che offrono un'educazione gratuita agli allievi. Si differenziano da queste le scuole come le independent (o private) schools scuole indipendenti o private e le public schools che richiedono il pagamento di una retta scolastica.
In Inghilterra e nel Galles il termine public school si riferisce a scuole che richiedono il pagamento di una retta. Il termine public è inteso in senso arcaico, significando che le scuole sono aperte a chiunque possa pagare la retta, in distinzione dalle scuole religiose, che sono accessibili solamente ai membri di quella religione.
In Scozia, dove il sistema dell'istruzione è completamente diverso dal resto del Regno Unito, il termine public school è usato per definire scuole finanziate dallo Stato scozzese (poiché sono di proprietà pubblica). In Scozia le scuole a pagamento private vengono chiamate private schools o independent schools, perciò il termine public school può essere ambiguo.

## Stati Uniti
Negli Stati Uniti, oltre alle scuole pubbliche e a quelle private, esiste un terzo tipo di scuole: le charter school.